# Alatrino da Alatri
Alatrino da Alatri (Alatri, XII secolo – 1237) è stato un religioso italiano.

## Biografia
Religioso stimato per cultura e ingegno, fu suddiacono e cappellano di tre papi: Innocenzo III, Onorio III e Gregorio IX. Entrò nelle grazie di questi pontefici che gli affidarono spesso compiti delicati. Ebbe inoltre stretta collaborazione con l'imperatore Federico II; di quanta stima l'imperatore e il papa lo ricambiassero fu constatato con l'assegnazione della prepositura di Acqui e del canonicato della diocesi di Treviri, in Germania. 
I rapporti con l'imperatore si deteriorarono però a causa di una controversia tra le città della neo-costituita Lega Lombarda e l'imperatore stesso. Alatrino rimase comunque fedele al papato per tutto il resto della sua vita, passata a dirimere delicate questioni e a coprire difficile ruoli. 
Morì nel 1237, pochi anni dopo essere stato insignito dal pontefice Gregorio IX dell'alta carica di rettore del Ducato di Spoleto.